# Wapen van Maarheeze

Wapen van Maarheeze

Het wapen van Maarheeze werd op 16 juli 1817 bij besluit van de Hoge Raad van Adel aan de toenmalige Noord-Brabantse gemeente Maarheeze bevestigd. Op 1 januari 1997 ging Maarheeze op in de gemeente Budel, waarmee het wapen kwam te vervallen. Een jaar later werd de nieuwe gemeente Budel hernoemd tot Cranendonck.

## Blazoenering
De blazoenering bij het wapen luidt als volgt:
Van lazuur, beladen met een kraanvogel, houdende in deszelfs linkerpoot een steen, alles van goud.
De heraldische kleuren zijn lazuur (blauw) en goud (geel). Dit zijn de rijkskleuren.

## Geschiedenis
Maarheeze behoorde evenals Soerendonk, dat later aan de gemeente werd toegevoegd, tot de Baronie Cranendonk, die dit wapen al in 1289 voerde, onder Willem van Cranendonk, heer van Maarheeze. Het was een sprekend wapen voor de baronie. De kraanvogel werd ook afgebeeld op een zegel uit 1453 van de schepenbank van Maarheeze en Soerendonk. Hij heeft een rol in zijn poot, waarop het woord "Donck" is geschreven. Dit woord kwam in een later zegel niet meer voor. Waarschijnlijk zijn de kleuren bij de aanvraag van het wapen niet aangegeven, waardoor het in de rijkskleuren goud op blauw is verleend. De oorspronkelijke kleuren van het wapen zijn: een rood schild met een zilveren kraanvogel, gepoot en gebekt van zilver. De steen in zijn poot is van zilver. De Noordbrabantse Commissie voor Wapen- en Vlaggenkunde stelde in 1996 voor om het wapen in deze kleuren te wijzigen, maar daartoe is geen verzoek ingediend.

## Verwant wapen

Wapen van Soerendonk, Sterksel en Gastel